# Montsauche-les-Settons
Montsauche-les-Settons è un comune francese di 549 abitanti situato nel dipartimento della Nièvre nella regione della Borgogna-Franca Contea.

## Società

### Evoluzione demografica
Abitanti censiti